# Carl Lang
Carl Lang (* 20. září 1957) je francouzský politik, poslanec Evropského parlamentu za Front national.
Poslancem Evropského parlamentu je od roku 1994, opětovně byl zvolen ve volbách v letech 1999 a 2004. V Evropském parlamentu působí ve výboru pro zaměstnanost a sociální záležitosti a je člen parlamentní delegace EU - Bělorusko.

## Externí odkazy

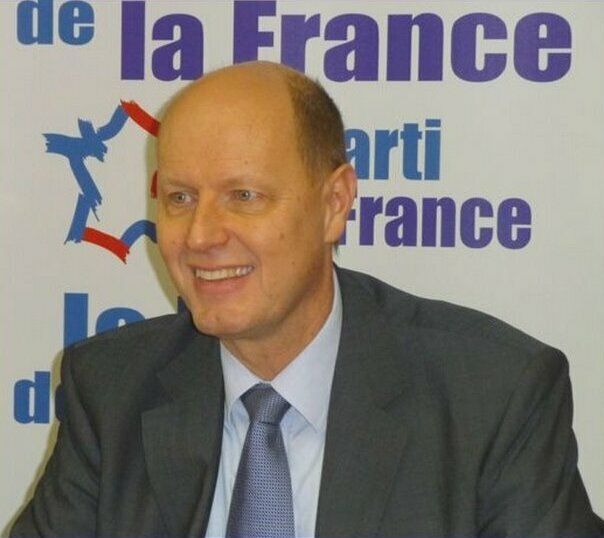
Carl Lang